# 이집트 제12왕조
이집트 제12왕조는 이집트 중왕국의 한 시기이다. 12왕조의 왕들 역시 11왕조와 마찬가지로 테베 출신이었다.
마네토는 이 시기에 일곱 명의 파라오가 다스렸다고 기록하였다. 아비도스 왕 목록을 비롯한 다른 사료들 역시 마네토의 기록에 신빙성을 더해주고 있다. 오류로 점철된 마네토의 기록중에서 가장 정확하게 일치한 시기이다. 또한 12왕조 중 세누스레트 1세 시절부터는 공동 통치제가 도입되었다. 후대의 학자들에 의해 소베크네프루라는 여왕의 존재가 추가되었는데, 소바크네프루는 마네토의 기록에 의하면 아메넴헤트 4세와 공동으로 통치했다고 한다. 이로 인해 소베크네프루의 존재가 누락된 것으로 보인다. 이 시기의 공동 통치는 파라오가 재위 말기에 왕세자를 미리 왕으로 승격하는 제도이다. 이 때문에 12왕조 파라오들의 재위기간이 겹치는 경우가 많다.

## 역대 파라오
- 아메넴헤트 1세(기원전 1991년 ~ 기원전 1962년)
- 세누스레트 1세(기원전 1971년 ~ 기원전 1926년)
- 아메넴헤트 2세(기원전 1929년 ~ 기원전 1895년)
- 세누스레트 2세(기원전 1897년 ~ 기원전 1878년)
- 세누스레트 3세(기원전 1878년 ~ 기원전 1841년)
- 아메넴헤트 3세(기원전 1842년 ~ 기원전 1797년)
- 아메넴헤트 4세(기원전 1798년 ~ 기원전 1786년)
- 소베크네프루(기원전 1785년 ~ 기원전 1782년)

## 참고 문헌
- 피터 클레이턴(Peter Clayton) 저, 정영목 역, 《파라오의 역사》, 까치, 2004